# Lana Nusseibeh
Pour les articles homonymes, voir Nusseibeh.
Lana Zaki Nusseibeh (arabe : لانا زكي نسيبه) est une diplomate émirienne. Elle est la représentante permanente des Émirats arabes unis auprès des Nations unies depuis le 18 septembre 2013.

## Jeunesse et éducation
Elle est la fille du conseiller présidentiel et interprète Zaki Nusseibeh, et la petite-fille du nationaliste palestinien Anwar Nusseibeh. Elle est titulaire d'une licence et d'une maîtrise en histoire du Queens' College de l'Université de Cambridge et d'une maîtrise en études de la diaspora israélienne et juive de la School of Oriental and African Studies de l'université de Londres,.

## Carrière
Nusseibeh est consultante pour l'UNESCO à Paris de 2000 à 2001, et analyste au Programme Sécurité et Terrorisme du Gulf Research Center de 2004 à 2006. Elle dirige le groupe de travail de l'Agence internationale pour les énergies renouvelables avant de commencer à travailler au sein du ministère des Affaires étrangères des Émirats arabes unis à partir de 2009, d'abord en tant que directrice du département de planification des politiques, puis en tant qu'envoyée spéciale en Afghanistan et au Pakistan. Elle est Sherpa adjointe pour la participation des Émirats arabes unis au G20 et membre du groupe de travail ministériel Royaume-Uni-EAU.
Nusseibeh est nommée ambassadrice des Émirats arabes unis et représentante permanente auprès de l'ONU par le président Khalifa ben Zayed Al Nahyane en septembre 2013,la première femme à ce poste,. Elle est élue vice-présidente de la 72e session en 2017, représentant le groupe des États membres de l'Asie-Pacifique. Elle est auparavant présidente du Conseil d'administration d'ONU Femmes en 2017,,. Elle est également co-présidente des Amis de l'avenir de l'ONU. Nusseibeh est membre du conseil d'administration de l'Académie diplomatique des Émirats.
Elle est la représentante permanente des Émirats arabes unis auprès de l'ONU lorsque les Émirats arabes unis s'abstiennent de condamner la Russie au Conseil de sécurité de l'ONU pour son invasion de l'Ukraine en février 2022. Nusseibeh déclare que le vote était « inévitable ».
Elle reçoit le Prix d'excellence du gouvernement du Premier ministre des Émirats arabes unis (médaille de la fierté),.

## Ouvrages
- Al Dabbagh et Nusseibeh, « Women in Parliament and Politics in the UAE », Women, Leadership and Development in the Middle East,‎ 2009, p. 367